# Ouélessébougou
Ouélessébougou is een gemeente (commune) in de regio Koulikoro in Mali. De gemeente telt 50.000 inwoners (2009).